# Benin a 2013-as úszó-világbajnokságon
Benin három úszóval vett részt a 2013-as úszó-világbajnokságon, akik hat versenyszámban indultak.

## Úszás
Férfi
| Versenyző          | Verseny                | Selejtező | Selejtező | Elődöntő          | Elődöntő          | Döntő             | Döntő             |
| Versenyző          | Verseny                | Idő       | Helyezés  | Idő               | Helyezés          | Idő               | Helyezés          |
| ------------------ | ---------------------- | --------- | --------- | ----------------- | ----------------- | ----------------- | ----------------- |
| Awoussou Ablam     | 100 méteres mellúszás  | 1:32.77   | 77        | Nem jutott tovább | Nem jutott tovább | Nem jutott tovább | Nem jutott tovább |
| Awoussou Ablam     | 50 méteres hátúszás    | 35.85     | 49        | Nem jutott tovább | Nem jutott tovább | Nem jutott tovább | Nem jutott tovább |
| Wilfried Tevoedjre | 50 méteres gyorsúszás  | 29.00     | 98        | Nem jutott tovább | Nem jutott tovább | Nem jutott tovább | Nem jutott tovább |
| Wilfried Tevoedjre | 100 méteres gyorsúszás | 1:07.42   | 86        | Nem jutott tovább | Nem jutott tovább | Nem jutott tovább | Nem jutott tovább |

Női
| Versenyző        | Verseny               | Selejtező | Selejtező | Elődöntő          | Elődöntő          | Döntő             | Döntő             |
| Versenyző        | Verseny               | Idő       | Helyezés  | Idő               | Helyezés          | Idő               | Helyezés          |
| ---------------- | --------------------- | --------- | --------- | ----------------- | ----------------- | ----------------- | ----------------- |
| Charmel Sogbadji | 50 méteres gyorsúszás | 42.13     | 83        | Nem jutott tovább | Nem jutott tovább | Nem jutott tovább | Nem jutott tovább |
| Charmel Sogbadji | 100 méteres mellúszás | 1:43.41   | =60       | Nem jutott tovább | Nem jutott tovább | Nem jutott tovább | Nem jutott tovább |